# Hida, Gifu

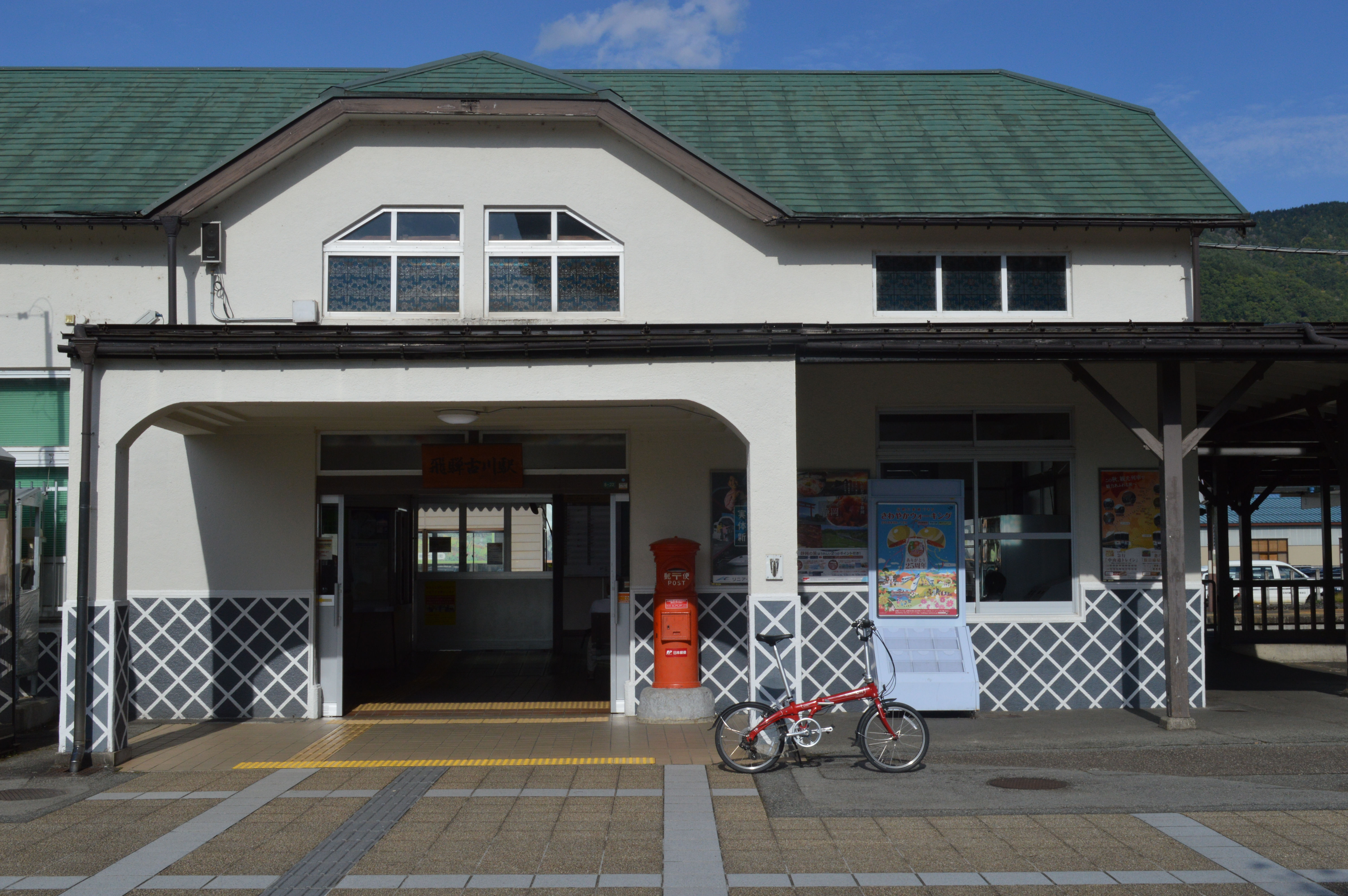
Hida-furukawa Station

Hida (飛騨市 Hida-shi, âm Hán Việt: Phi Đàn thị)　là một thành phố thuộc tỉnh Gifu, Nhật Bản.